# 松山氏
松山氏（まつやまし）は、日本の氏族。
- 下総国匝瑳郡南条庄松山村を本貫とする桓武平氏千葉氏流椎名氏一族。
- 石見国邇摩郡松山郷を本貫とする宇多源氏佐々木氏一族。はじめは河上氏と称した。
- 下記の本項で述べる。

松山氏（まつやまし）は、北近江の在地豪族、国人。本姓は源氏。家系は清和源氏の一家系 河内源氏の流れを汲み、新羅三郎義光を祖とする常陸源氏の庶流にあたり、近江佐竹氏・佐竹松山氏とも称される。

## 概略
佐竹氏一門で佐竹隆義の孫の貞義が常陸国多珂郡松山郷（現在の茨城県日立市）を領したことにより松山氏を称した。
三世の孫貞綱が、承久の乱における武功により近江国浅井郡内に領土をもらい受けたのを機に近江に移住して、以後北近江に土着していくことになる。室町時代になると京極氏の被官となり、全盛期には、一門で浅井・坂田・余呉郡内から八千貫を領する大身となる。
全盛期は一門から幕府の奉公衆を12人を輩出して、京極氏被官と幕臣という２つの性格を併せ持ち、隆盛を誇った。
しかし京極氏の没落、浅井氏の台頭、一門の雄桜井朝光が織田信長により改易などで、勢力は激減していった。江戸時代に入ると、徳川氏により、浅井郡内一千石が安堵され、郷士（在郷給人）として家名存続が許された。徳川三代将軍家光の治世に入ると三千石加増され、備前守に任官して、将軍代替わりに際してのお目見えが許され、参勤交代が義務づけられた。以後松山宗家は代々備前守に任官された。さらに四代徳川家綱の治世に五百石、五代徳川綱吉の治世に一千石（内四百石は下総国香取郡より加増、後に下総領は一門の重鎮井江田松山氏が相続して本家より独立）八代徳川吉宗の治世に五百石（武蔵国足立郡内）と加増され、合計五千五百石となり、一門の所領を合せると一万石にも達する大封を得るに至り、代々一門で彦根藩代官・加賀藩代官・仙台藩代官を兼任した。分家では、彦根藩士、加賀藩士、大庄屋となったものもいる。子孫は滋賀県彦根市の寺院の住職家として健在である。